# Chouf Minorities
Chouf Minorities, también conocida como Chouf (árabe: جمعية شوف), es una organización no gubernamental tunecina que defiende los derechos personales de las mujeres tunecinas y de la comunidad LBT (lesbianas, bisexuales y transexuales) en general.

## Fundamentos y objetivos
La organización se creó por primera vez en 2012 y se registró en el extranjero en 2013 «ante la imposibilidad de registrarse en Túnez como ONG de defensa de los derechos LGTB+». Fue reconocida oficialmente en el país en 2015.[cita requerida]
La organización se define a sí misma como un colectivo de activistas que utilizan herramientas audiovisuales para dar a las personas tunecinas con identidad femenina, y más concretamente a las mujeres WSW, un espacio para hablar y contribuir. Tiene una estructura no jerárquica y feminista.

## Actividades

### Promoción y movilización
Comprometida con la defensa de los derechos de las mujeres y de la comunidad LGBT, la organización participó en la redacción del informe del Comité de Libertades Individuales e Igualdad (COLIBE), junto con otras organizaciones tunecinas.
Chouf Minorities está llevando a cabo un estudio en profundidad, en colaboración con Mawjoudin y Damj, sobre las violaciones sistemáticas de los derechos de las personas LGBTQI + en Túnez.
En una carta abierta firmada conjuntamente con varias organizaciones y agrupada bajo el nombre Colectivo por las libertades individuales, la organización le pidió directamente al presidente de Túnez a garantizar los derechos personales de las personas durante el Ramadán. El 17 de mayo de 2018, con motivo del Día Internacional contra la Homofobia y la Transfobia, el colectivo pidió el fin del uso de las pruebas anales y la despenalización de la homosexualidad. Al final del informe elaborado por COLIBE, el colectivo se posicionó públicamente por la derogación de la pena capital, de los artículos 230, 231 y 236 del código penal.
La ONG también es conocida por su profundo involucramiento en las campañas contra el SIDA.
Chouf Minorities, en colaboración con la organización Chaml, organizó una campaña de sensibilización y promoción para denunciar el acoso callejero con un vídeo que movilizó a sesenta mujeres tunecinas, entre ellas algunas personalidades públicas (como Lina Ben Mhenni, Amina Chebli y Bochra Belhaj Hmida). Chouf también participa en una campaña contra los estereotipos en torno a la bisexualidad con otras organizaciones.

### Festival Chouftouhonna
Cada año, Minorías Chouf organiza un festival de arte feminista en Túnez llamado Chouftouhonna. El festival permite un espacio de expresión artística para que las mujeres reivindiquen sus derechos a través de un programa multidisciplinar. Para su 4ª edición, en septiembre de 2018, Chouf Minorities invitó a más de 150 artistas femeninas al Teatro Nacional de Túnez, en la Medina de Túnez.

### Cursos de defensa personal
Chouf también ofrece cursos de defensa personal feminista. La entrenadora titulada en artes marciales imparte los talleres todas las semanas en el centro de Túnez. La actividad pretende que las mujeres víctimas de violencia no se sientan impotentes ante las agresiones.